# Christoph Grimm (Politiker, 1957)

Christoph Grimm, 2025

Christoph Herbert Walter Grimm (* 3. April 1957 in Frankfurt am Main) ist ein deutscher Rechtsanwalt und Politiker (AfD). Seit dem 23. Februar 2025 ist er Mitglied des 21. Deutschen Bundestages.

## Leben
Grimm wuchs in Quickborn auf, legte 1980 das Abitur ab und studierte danach an der Universität Hamburg Rechtswissenschaften. Nach dem Studium wurde er Rechtsanwalt. 1993 bis 1998 arbeitete er als freier Mitarbeiter im Auftrag des Justizministeriums in Grevesmühlen am Aufbau der örtlichen Verwaltung mit. Zu seinem Aufgabenfeld gehörte die Rückübertragung von Vermögenswerten an ehemalige DDR-Bürger, die in die Bundesrepublik Deutschland gegangen waren. Der Versuch, mit dem Argument, er sei scheinselbstständig gewesen, eine dauerhafte Stelle einzuklagen, scheiterte vor Gericht. Danach arbeitete er zunächst in Hamburg und dann in Dassow als selbstständiger Anwalt.
Grimm ist verheiratet.

## Politik
1980 trat er den Jusos und der SPD bei. 2013 trat er aus der SPD aus und wurde einer der Mitgründer der AfD.
Bei der Landtagswahl in Mecklenburg-Vorpommern 2016 kandidierte er auf Platz 6 der AfD-Landesliste und konnte damit in den Landtag einziehen. Bei der Landtagswahl 2021 kandidierte er nicht erneut und schied somit aus dem Landtag aus.
Bei der Bundestagswahl 2017 kandidierte Grimm erfolglos im Bundestagswahlkreis Ludwigslust-Parchim II – Nordwestmecklenburg II – Landkreis Rostock I und auf Platz 6 der AfD-Landesliste. Bei der Bundestagswahl 2025 kandidierte er erneut im Wahlkreis Ludwigslust-Parchim II – Nordwestmecklenburg II – Landkreis Rostock I als Direktkandidat, welchen er mit 36,9 Prozent der Stimmen gewann.